# 김태년 (1893년)
김태년(金泰年, 1893년 12월 22일 ~ ?)은 일제강점기의 관료이다.

## 생애
출신지는 전라남도 광주군이다. 1915년에 수원고등농림학교를 졸업한 뒤 1917년에 조선총독부 관리가 되었다.
총독부 군서기로 전남 화순군에서 근무를 시작하여, 1919년에는 전라남도 서기를 거쳐 구례군 서기로 발령받았다. 순천군, 화순군, 광주군 등 전남 지역에서 일하였으며 1931년에 영암군 서무계 주임이 되었다. 1934년에 총독부 군수로 승진하여 전남 구례군에 부임했다.
구례군수로 재직 중이던 1935년에, 총독부가 편찬한 《조선공로자명감》에 조선인 공로자 353명 중 한 명으로 수록되어 있다. 이후 완도군과 함평군 군수를 차례로 지냈다. 함평군수이던 1939년을 기준으로 정7위 훈6등에 서위되어 있었다.
2008년 발표된 민족문제연구소의 친일인명사전 수록예정자 명단 중 관료 부문에 포함되었다.

## 참고자료
- 김태년(金泰年) - 국사편찬위원회